# Houetteville
Houetteville är en kommun i departementet Eure i regionen Normandie i norra Frankrike. Kommunen ligger i kantonen Le Neubourg som tillhör arrondissementet Évreux. År 2022 hade Houetteville 194 invånare.

## Befolkningsutveckling
Antalet invånare i kommunen Houetteville
Referens:INSEE